# La Barben
 La Barben  es una comuna y población de Francia, en la región de Provenza-Alpes-Costa Azul, departamento de Bocas del Ródano, en el distrito de Aix-en-Provence y cantón de Pélissanne.
Su población en el censo de 1999 era de 555 habitantes. Forma parte de la aglomeración urbana de Salon-de-Provence.
Está integrada en la Communauté d'agglomération Salon-Étang de Berre-Durance .

## Demografía
| 259 | 315 | 350 | 420 | 500 | 555 |
| Para los censos de 1962 a 1999 la población legal corresponde a la población sin duplicidades (Fuente: INSEE [Consultar]) |     |     |     |     |     |